# Дібамус
Дібамус (Dibamus) — рід ящірок з родини lібамових, що налічує 21 вид. Інша назва «азійська хробакоподібна ящірка».

## Опис
Загальна довжина сягає 20 см тулуб тонкий, нагадує хробака, вкритого дрібною лускою. Тіло коричневого, бурого або темно-сірого кольору. Черево має світліші кольори. Голова вкрито збільшеними щитками. Є рудименти кінцівок (у самців), а у самиць відсутні.

## Спосіб життя
Полюбляють тропічні ліси. Часто ховаються під землею, де риють довгі лази й нори. Часто також можна зустріти дібамусів під камінням. Харчуються комахами та їх личинками.
Це яйцекладні тварини. Самиця дібамусів відкладає до 2 яєць у невеличку яму.

## Розповсюдження
Індонезія, Нова Гвінея, Малайзія, Філіппіни.

## Види
- Dibamus alfredi Taylor, 1962
- Dibamus bogadeki Darevsky, 1992
- Dibamus booliati Das & Yaakob, 2003
- Dibamus bourreti Angel, 1935
- Dibamus celebensis Schlegel, 1858
- Dibamus dalaiensis Neang et al., 2011
- Dibamus deharvengi Ineich, 1999
- Dibamus deimontis Kliukin et al., 2024[1]
- Dibamus dezwaani Das & Lim, 2005
- Dibamus floweri Quah et al., 2017
- Dibamus greeri Darevsky, 1992
- Dibamus ingeri Das & Lim, 2003
- Dibamus kondaoensis Honda et al., 2001
- Dibamus leucurus (Bleeker, 1860)
- Dibamus manadotuaensis Koppetsch et al., 2019[2]
- Dibamus montanus Smith, 1921
- Dibamus nicobaricum (Steindachner, 1867)
- Dibamus novaeguineae Duméril & Bibron, 1839
- Dibamus seramensis Greer, 1985
- Dibamus smithi Greer, 1985
- Dibamus somsaki Honda et al., 1997
- Dibamus taylori Greer, 1985
- Dibamus tebal Das & Lim, 2009
- Dibamus tiomanensis Diaz et al., 2004
- Dibamus tropcentr Kliukin et al., 2023[3]
- Dibamus vorisi Das & Lim, 2003